# Quikkit Glass Goose
O Quikkit Glass Goose é um avião anfíbio biplano de dois lugares estadunidense, designado por Tom Scott e comercializado como um kit de construção caseiro pela empresa Quikkit de Dallas, Texas.
O Glass Goose é baseado no anterior Sea Hawker, que foi desenvolvido por Garry LeGare em 1982 e vendido pela sua empresa a Aero Gare como Sea Hawk e depois como Sea Hawker. LeGare vendeu os direitos do projeto para a empresa Aero Composites em 1986, que dois anos depois vendeu novamente para a Aero Composite Technologies (sem relação com a primeira).

## Design e desenvolvimento
Tom Scott comprou um kit do Sea Hawker em Outubro 1984 e completou o seu avião em Março de 1986, construindo de acordo com os planos. Ele não ficou feliz com resultado do avião que construiu e cinco anos depois incorporou melhorias para sanar deficiências de desempenho e estabilidade. O design final tinha mais área de asas, uma superfície de chassis mais largo e melhorias nos pilones aerodinâmicos, mais muitas outras melhorias. Este redesigne tornou-se o Glass Goose.
O Glass Goose possui um layout de asas cantilever, sem montantes, com dois assentos lado-a-lado em um cockpit fechado sob um canopy em forma de bolha, possui trem de pouso triciclo retrátil e um motor em configuração propulsora.